# Бёрсон, Грег
Грег Бёрсон (англ. Greg Burson; 29 июня 1949, Анахайм, Калифорния — 22 июля 2008, Лос-Анджелес, Калифорния) — американский актёр озвучивания.

## Биография
Грегори Льюис Бёрсон родился 29 июня (в некоторых источниках — 15 августа) 1949 года в городе Анахайм, штат Калифорния. Начал озвучивать мультфильмы с 1986 года после того, как несколько лет брал индивидуальные уроки у известного актёра Доуза Батлера. После смерти того в 1988 году «подхватил» многих его персонажей: Медведь Йоги, Куик Дро Макгро, Снэглпасс.
В мае 2004 года в полицию Лос-Анджелеса, где проживал актёр, поступил звонок от соседок Бёрсона, которые заявили, что тот, пьяный и вооружённый, взял в заложницы женщину и забаррикадировался в своём доме. Прибывшая полиция и SWAT в течение шести часов уговаривали Бёрсона сдаться, прежде чем взяли дом штурмом. Актёр действительно оказался сильно пьян, внутри был обнаружен большой арсенал разнообразного оружия, никто не пострадал. Это происшествие поставило крест на дальнейшей карьере Грега Бёрсона. Всего за 18 лет работы он озвучил персонажей 42 мультфильмов, мультсериалов и видеоигр.
Грег Бёрсон скончался 22 июля 2008 года от осложнений, вызванных сахарным диабетом и атеросклерозом, в Лос-Анджелесе на 60-м году жизни. Последние годы актёр страдал алкоголизмом, вызванным потерей работы.

## Избранные работы

### Озвучивание мультфильмов
- 1988 — Новое шоу Медведя Йоги[англ.] / The New Yogi Bear Show — Медведь Йоги (в 45 эпизодах)
- 1989 — Маленький Нимо: Приключения в стране снов / Little Nemo: Adventures in Slumberland — отец Нимо
- 1990—1991 — Скачок, Скрежет и Рулон[англ.] / Wake, Rattle, and Roll — Медведь Йоги / Куик Дро Макгро[англ.] / Снэглпасс[англ.] (в 50 эпизодах)
- 1990—1992 — Приключения мультяшек / Tiny Toon Adventures — Элмер Фадд / Багз Банни / второстепенные персонажи (в 13 эпизодах)
- 1991—1992 — Йо-Йоги![англ.] / Yo Yogi! — Медведь Йоги / Снэглпасс / второстепенные персонажи (в 19 эпизодах)
- 1992 — Том и Джерри: Фильм / Tom and Jerry: The Movie — мужчина
- 1992—1994 — Гарфилд и его друзья / Garfield and Friends — Консайнс Крикетт (в 12 эпизодах)
- 1993, 1994 — Тасманский дьявол[англ.] / Taz-Mania — Багз Банни / Петух Фогхорн (в 2 эпизодах)
- 1993, 1994, 1997 — Озорные анимашки / Animaniacs — Багз Банни / Даффи Дак / Петух Фогхорн / Твити (в 3 эпизодах)
- 1994 — Пасхальный медведь Йоги[англ.] / Yogi the Easter Bear — Медведь Йоги
- 1994 — Скуби-Ду и ночи Шахерезады[англ.] / Scooby-Doo! in Arabian Nights — Медведь Йоги
- 1995 — Carrotblanca[англ.] — Багз Банни / Петух Фогхорн / скунс Пепе ле Пью / диктор в аэропорте
- 1999 — Один день из жизни рейнджера Смита[англ.] / A Day in the Life of Ranger Smith — Медведь Йоги / бельчата

### Озвучивание видеоигр
- 1999 — Звёздные войны. Эпизод I: Призрачная угроза / Star Wars Episode I: The Phantom Menace — Ругор Насс, мэр подводного города / стражник у двери / раненый солдат / второстепенные персонажи
- 2000 — Star Wars Episode I: Jedi Power Battles — Ругор Насс
- 2001 — Волк овце не собака / Sheep, Dog 'n' Wolf — Элмер Фадд / Фантом

### Озвучивание художественных фильмов
- 1993 — Парк юрского периода / Jurassic Park — мистер ДНК
- 1997 — Мистер Магу / Mr. Magoo — мистер Куинси Магу (в анимационных эпизодах)